# Ricky Martin
Enrique Martín Morales (San Juan, 24 de dezembro de 1971), mais conhecido pelo seu nome artístico Ricky Martin é um cantor, compositor e ator porto-riquenho, é Embaixador(a) da boa vontade da UNICEF. Foi um dos maiores ídolos adolescentes na América Latina durante os anos 90 e uma figura importante na música pop americana até o final da década. Ricky ficou mundialmente conhecido por ser o vocalista da banda Menudo.
Depois de cinco anos com o grupo, ele lançou vários álbuns solo em espanhol na década de 1990. O cantor também atuou no palco e na televisão no México, onde conseguiu um estrelato modesto. Ele apareceu na novela de televisão norte-americana General Hospital (1994), interpretando um cantor porto-riquenho.
No início de 1999, depois de lançar vários álbuns em espanhol, Martin cantou "The Cup of Life" (1998) no Grammy Awards de 1999, que se tornou um catalisador para colocar o pop latino na vanguarda da cena musical dos Estados Unidos.

## Biografia

### Infância e adolescência

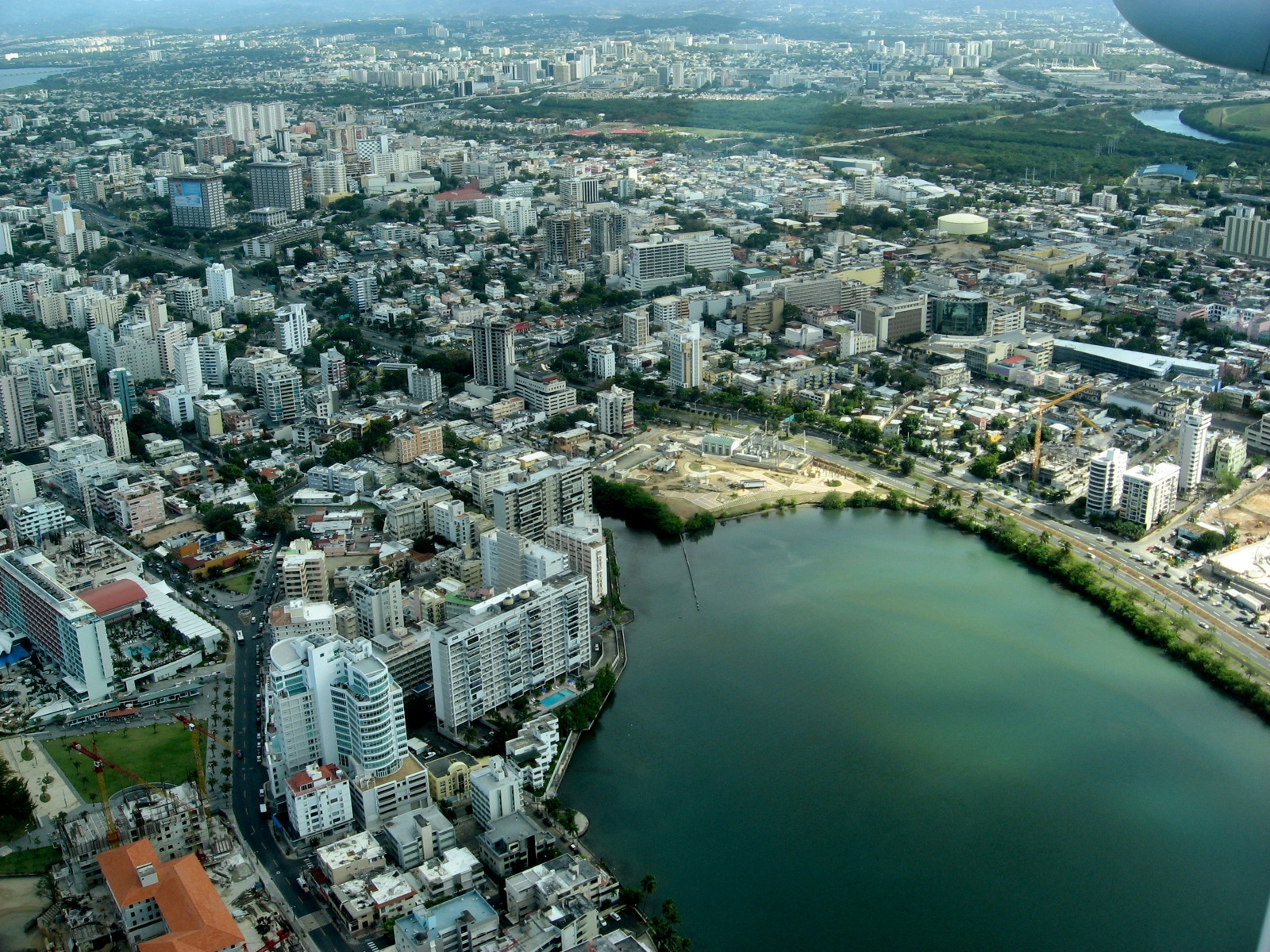
Vista de San Juan em Porto Rico, onde Martin nasceu.

Ricky Martin nasceu em San Juan, Porto Rico. Filho de Nereida Morales, uma contabilista e Enrique Martín Negroni (filho de Enrique Martín e Iraida Negroni Arizmendi), um psicólogo. Ele era o segundo irmão mais novo. Seus pais se divorciaram quando ele tinha dois anos e Martin passou grande parte de sua infância mudando entre a casa de seu pai nos subúrbios de University Gardens, um bairro suburbano da classe média de San Juan e a casa da sua avó paterna nas proximidades. Martin tem dois meio-irmãos maternos mais velhos, Fernando e Ángel Fernández, dois meio-irmãos paternos mais velhos, Eric e Daniel Martín, e uma meia-irmã paterna mais nova, Vanessa Martín. Martin, em uma entrevista com Vanity Fair, descreveu suas origens como espanhol, com ascendência Basca de seus bisavós, além de alguns corsos através de sua avó paterna.
O cantor cresceu em uma casa católica romana e foi coroinha durante sua infância. Ele começou a cantar aos seis anos de idade, usando colheres de cozinha de madeira como microfones; ele muitas vezes interpretou músicas do Menudo e também cantava músicas de bandas de rock em inglês, como Led Zeppelin, Journey e REO Speedwagon. O lado de sua família materna era  inclinado a música, e seu avô materno era um poeta, que inspirou o jovem Martin a escrever canções. Martin mais tarde refletiu sobre o tempo gasto com a família quando criança: "Toda vez que me encontro diante de uma audiência, sejam vinte pessoas ou cem mil, mais uma vez eu sinto a energia que me consumiu de volta aos encontros familiares de minha juventude." Depois de descobrir, com seu pai, um anúncio de jornal sobre audições para comercial, Martin, aos nove anos de idade, começou a aparecer em comerciais de televisão porto-riquenhas para produtos como refrigerantes, pastas de dente e restaurantes de fast food. Em um ano e meio, ele estrelou onze comerciais.

## Carreira artística

### 1983–1990: Menudo
Depois de conseguir uma fama modesta em Porto Rico por seu trabalho em comerciais de televisão, Martin fez uma audição para ser membro da banda porto-riquenha Menudo. Embora os executivos gostassem de sua dança e cantoria em suas duas primeiras audições, Martin foi rejeitado porque era muito pequeno. Na terceira audição, sua persistência impressionou os executivos e, em 1984, Martin, de doze anos de idade, se tornou um membro. Um mês depois de se juntar ao Menudo, ele fez sua performance de estreia com o grupo no Luis A. Ferré Performing Arts Center em San Juan. Durante esta apresentação, ele desobedeceu inadvertidamente a coreografia caminhando ao redor do palco, quando foi planejado que ele ficasse quieto e foi castigado pelo gerente da banda após o show: "O erro foi tão grande que, a partir desse momento, Nunca mais me mudei quando não deveria movê-lo ... Essa era a disciplina de Menudo: você fazia as coisas da maneira que lhe disseram ou não fazia parte do grupo". A música "Asignatura Pendiente" de Almas del Silencio (2003) foi inspirada pela primeira vez que Martin deixou Porto Rico para visitar Menudo.
Embora Martin tenha gostado de viajar e atuar no palco com Menudo, ele encontrou o horário ocupado da banda e a gestão rigorosa e cansativa, e depois refletiu que a experiência "lhe custou" sua infância. Ele considerou deixar o grupo durante uma turnê no Brasil, mas finalmente decidiu ficar, por medo da reação dos meios e ser processado por violação de contrato. Martin também começou a lutar com sua sexualidade, observando o forte contraste entre seu status como um símbolo sexual e suas próprias emoções. Apesar disso, Martin reconheceu sua "oportunidade de ter tantas experiências incríveis com tantas pessoas incríveis" durante seu tempo com o grupo. Ele desenvolveu interesse na filantropia quando o grupo se tornou embaixador da UNICEF, trabalhando frequentemente com crianças empobrecidas nos países do terceiro mundo. Suas experiências como embaixador o afetaram muito e o inspiraram a continuar trabalhando com instituições de caridade mais tarde na vida.
Em 1987, as vendas recorde de Menudo começaram a diminuir, e o grupo mudou sua imagem, adotando um visual mais dramático e executando músicas mais influenciadas pelo rock. A banda lançou o álbum Somos Los Hijos del Rock (1987) em espanhol e apelou para fãs filipina de Menudo, o grupo também lançou In Action (1987), gravando músicas em inglês e em Língua tagalo. Depois de gravar 11 álbuns com o grupo, Martin deixou Menudo em julho de 1989, aos dezessete anos, esperando descansar e avaliar sua carreira. Ele realizou seu show final com o grupo no mesmo local onde realizou seu primeiro desempenho como membro. Martin voltou para Porto Rico para se formar no ensino médio e treze dias depois de completar dezoito anos, mudou-se para a cidade de Nova York para celebrar sua independência financeira; Como ele era menor de idade durante seu tempo como membro de Menudo, Martin não podia acessar sua própria conta bancária. Ele foi aceito na universidade Tisch School of the Arts, mas meses antes das aulas começarem, Martin desistiu e mudou-se para Cidade do México para tocar na peça '"Mama Ama el Rock" (Mamãe ama o Rock).

### 1991–1994: Atuação e dois álbuns individuais
Enquanto ele se apresentava no palco em Mama Ama el Rock, um produtor da plateia percebeu a atuação de Martin e ofereceu-lhe um papel na telenovela mexicana Alcanzar una estrella após o show. Ele também se juntou ao elenco para a segunda temporada do show, intitulado Alcanzar una estrella II. Um filme baseado na série de televisão, intitulado Más que alcanzar una estrella, em que Martin também estrelou e, em 1993, ganhou o El Heraldo Award por seu papel. O filme centrou-se em torno de um grupo musical de ficção chamado Muñecos de Papel, no qual Martin fez o personagem Pablo Loredo, um dos seis membros; O grupo percorreu várias cidades no México e gravou dois álbuns. Embora ele tenha esperado fazer uma pausa depois de viajar com Menudo, Martin apreciou a experiência porque ele se deu bem com os outros membros.

"Eu estava tão entusiasmado para voltar ao mundo da música que eu não me importava quais eram as condições ... Todo o trabalho árduo e a paixão que eu exercia finalmente começaram a se concretizar e a música voltou à minha vida poderosamente e definitivamente."

— Martin, ao gravar seu álbum de estréia.
Em 1990, Martin assinou com a Sony Music Latin, a impressão latina da Sony Music Entertainment. Ansioso para fazer seu primeiro álbum solo, Martin assinou o contrato sem lê-lo e inadvertidamente assinou um acordo no qual ele só receberia um centavo de royalties por cada álbum vendido. Apesar de considerar o contrato como injusto, Martin referiu o recorde como "o começo de algo fenomenal" para ele. Depois de trabalhar "24 horas por dia" para terminar de filmar Alcanzar una estrella II e gravar música, Martin lançou seu primeiro álbum solo, em espanhol intitulado Ricky Martin, em novembro de 1991. "Ricky Martin" têm como singles: Fuego Contra Fuego e El Amor de Mi Vida. A canção "Fuego Contra Fuego" foi certificado ouro no México, Argentina, Porto Rico e Estados Unidos. Para promover o álbum, Martin percorreu toda a América Latina, que o cantor se referiu como "um sentimento indescritível, quase como chegar em casa"
Após o sucesso de Ricky Martin e sua turnê subsequente, a gravadora de Martin contratou o aclamado produtor Juan Carlos Calderón para o seu segundo álbum solo, Me Amarás (1993). Embora Martin tenha se sentido "muito grato" pela oportunidade de trabalhar com Calderón, ele observou: "Eu sempre senti que esse registro era mais do que o meu". O álbum foi lançado em maio de 1993, Me Amáras apresenta uma cover de língua espanhola da música Self Control de Laura Branigan, intitulada "Que Dia Es Hoy".
Em 1994, o agente de Martin o encorajou a se mudar para Los Angeles para atuar em uma comédia americana intitulada Getting By. O show foi cancelado após duas temporadas, mas logo depois, Martin recebeu o papel de cantor e barman Miguel Morez na novela General Hospital. Martin sentiu que ele não tinha química com o resto do elenco de "General Hospital" e observou que as pessoas o tratavam de forma diferente por causa de seu sotaque porto-riquenho. Na época, era relativamente incomum que as pessoas hispânicas aparecessem na televisão americana, e as pessoas sugeriram que ele tomasse aulas de redução de sotaque, o que ele recusou. Foi durante este tempo, no entanto, que Martin começou seu primeiro relacionamento comprometido com um homem. Ele "parou de temer a sua sexualidade", e logo se assumiu para sua mãe, que apoiou o filho. No entanto, depois que o relacionamento terminou, Martin "bloqueou seus sentimentos até mais profundamente dentro", e começou a namorar mulheres novamente. Ele lembrou: "Eu já senti que era difícil ser um Latino em Hollywood, o que poderia ter sido mais difícil do que ser latino e gay?."

### 1995–1998: A Medio Vivir, Vuelve, e Descoberta
Em 1995, Martin reorientou-se em sua carreira musical e começou a trabalhar em seu terceiro álbum de estúdio, A Medio Vivir. O primeiro single a balada Te extraño, te olvido, te amo, escrito pelo produtor de Lynda Thomas, Carlos Lara, lembrou o trabalho anterior. Com a música, Martin promoveu sua expansão do público latino-americano e espanhol para os mercados europeu e asiático. No entanto, o recorde também fez uma mudança de suas composições tradicionais de estilo balada para uma fusão mais arriscada de música centrada em sons latinos tradicionais, sintetizada pela música María. Surpreendidos pelo estilo musical extremamente diferente, os executivos da gravadora sentiram que a música arruinaria a carreira de Martin. Apesar disso, "Maria" foi escolhida como o segundo single do álbum, e se tornou um sucesso decisivo, alcançando o número um na França, Espanha, Alemanha, Bélgica, Países Baixos, Suíça, Finlândia, Itália, Turquia e todo o continente da América do Sul. Com "A Medio Vivir", Martin foi creditado, junto com cantores Chayanne e Marc Anthony, por popularizar a música de Porto Rico na Espanha. O álbum vendeu 3 milhões de cópias mundialmente.
Em uma entrevista de 1996 com The Miami Herald, Martin expressou interesse em atuar na Broadway. Dias após a entrevista ter sido lançado, Martin recebeu um telefonema do produtor Richard Jay-Alexander, oferecendo-lhe o papel de Marius Pontmercy na peça Les Misérables. Após a conclusão de uma turnê mundial em apoio ao álbum A Medio Vivir, Martin retornou para Nova York para aparecer na peça, onde atuou por onze semanas. Ele gostou muito da experiência, chamando seu tempo de atuação de "honra" e "o papel de [sua] vida". Martin continuou a turnê após a conclusão da corrida do show, e observou que seu público estava crescendo em tamanho e entusiasmo. Em 1997, Martin foi convidado para o prestigiado Festival de Sanremo em Sanremo, na Itália. Depois de pousar em Milão, a viagem de helicóptero programada de Martin para Sanremo teve que ser adiada devido a condições climáticas precárias. Com a esperança de chegar no festival a tempo, Martin e sua equipe passaram pelo terreno montanhoso em mais de 120 milhas por hora. O carro então se virou rapidamente e virou-se. No entanto, "nenhum de nós teve mais do que um par de arranhões e hematomas" e ele chegou no festival a tempo em táxi mais tarde naquele dia. No verão de 1997, Martin embarcou em uma turnê pela Espanha, realizando quarenta e cinco shows em trinta e seis cidades.
Durante o turno, Martin voltou ao estúdio para gravar seu quarto álbum, Vuelve (1998). Ele chamou a experiência de fazer turnê e gravar álbum ao mesmo tempo como "brutal e incrivelmente intenso." Quando ele estava terminando o recorde, o cantor foi contatado pela FIFA para escrever uma música para a Copa do Mundo de 1998; Martin posteriormente escreveu "La copa de la vida" com K. C. Porter e Draco Rosa. Ele realizou a música na final da Copa do Mundo no Stade de France em 12 de julho de 1998. O desempenho, que foi transmitido para mais de um bilhão de telespectadores em 187 países, foi descrito como um "momento global para o pop latino". "La copa de la vida" alcançou o número um nas paradas do mundo e foi ouro e platina em vários países. Foi premiado com a Canção Pop do Ano em 1999 no Lo Nuestro Awards. A faixa-título do álbum Vuelve e a balada "Perdido Sin Tí" atingiram o número um na parada Hot Latin Songs. Outros singles incluíram: "La Bomba", "Por Arriba, Por Abajo" e "Corazonado". O álbum Vuelve passou vinte e seis semanas no número um no Billboard Top Latin Albums. Tornou-se o primeiro álbum dos quatro de Martin a entrar na Billboard 200 nos Estados Unidos, onde foi certificado platina pela RIAA por ter vendido um milhão de cópias. O álbum também foi número um na Espanha e na Noruega, e vendeu mais de oito milhões de cópias em todo o mundo.
Martin foi nomeado para o seu primeiro Grammy Awards por Vuelve na categoria de Best Latin Pop Album, e foi convidado a cantar na 41ª edição anual do Grammy Awards em 1999. Sua aclamada performance de "La copa de la vida" ganhou a Martin uma inesperada ovação de pé e apresentou-o à grande audiência americana. Estando ciente de atuar no Grammy, ele disse que: "A emoção é mais do que ser nomeado para o prêmio. A audiência na minha frente são pessoas que são difíceis de agradar. Sting! Madonna! Luciano Pavarotti! Obter a aceitação de seus pares realmente significa muito". Martin ganhou o Grammy Award mais tarde naquela noite, e até mesmo os superstars Madonna e Sting foram nos bastidores para parabenizá-lo. Sua aparência despertou interesse nacional na música latina. Escrevendo para Billboard em 24 de abril de 1999, Michael Paoletta observou: "Nas semanas desde [a performance], parece que todos os executivos da gravadora estiveram em uma busca aquecida para o próximo latino gostoso".

### 1999–2002: Transição para o inglês
Depois de receber o sucesso comercial em Ásia, Europa e América Latina, Martin preparou seu primeiro álbum em inglês em 1999 na tentativa de alcançar o mercado dos Estados Unidos.
O auto-intitulado álbum, que estreou no número um na Billboard 200 e vendeu 661 mil cópias em sua primeira semana de lançamento, tornou-se a estreia do álbum mais bem sucedida nas paradas da "Billboard" por um artista hispânico. Ele continha material por escritores e produtores como Desmond Child, Diane Warren, William Orbit, George Noriega e seu amigo de infância de longa data Draco Rosa. O álbum também contou com convidados especiais: Madonna no dueto espanhol-inglês "Be Careful (Cuidado con mi Corazón)" e Meja em "Private Emotion". Duas semanas após o lançamento do álbum, Martin apareceu na capa da revista Time com o título "Latin Music Goes Pop!." Antes do lançamento do álbum, Janet Jackson colaborou com Ricky Martin para a versão latino-americana de "Ask for More", um single promocional e comercial divulgado como parte de uma campanha publicitária para empresa de refrigerantes Pepsi. O primeiro e mais proeminente single foi "Livin' la Vida Loca", que alcançou o número um em muitos países ao redor do mundo, incluindo os Estados Unidos, Reino Unido, Canadá, Irlanda e Nova Zelândia. "Livin 'la Vida Loca" é o maior sucesso de Ricky Martin. O video para "Livin 'La Vida Loca" foi dirigido por Wayne Isham e a atuado pela modelo Nina Moric. Seguido pelo próximo single She's All I Ever Had, que atingiu o primeiro lugar no Billboard Hot 100. Ambas as faixas atingiram o primeiro lugar no Hot Latin Songs. "Livin 'la Vida Loca" é geralmente vista como a música que começou a explosão Latin Pop de 1999 e fez a transição de outros artistas latinos (primeiro Thalia que já vinha fazendo sucesso desde 1995 na Ásia, Europa e América Latina, Jennifer Lopez, Enrique Iglesias, e então mais tarde Shakira) para o mercado de língua inglesa mais fácil. Ricky Martin tornou-se um dos álbuns mais vendidos de 1999, e foi certificado sete vezes platina nos Estados Unidos, vendendo mais de 22 milhões de cópias em todo o mundo. Em outubro de 1999, Martin embarcou em um longo ano de sucesso Livin 'la Vida Loca Tour.
Após este sucesso, um novo álbum em inglês, Sound Loaded, foi lançado em novembro de 2000. Ele estreou no número quatro na Billboard 200 e foi certificado duas vezes platina pela RIAA. "She Bangs" e "Nobody Wants to Be Lonely" (dueto com Christina Aguilera) atingiu o número doze e treze no Billboard Hot 100, respectivamente. Ambos os singles alcançaram o número um nas Hot Latin Songs. O Sound Loaded vendeu mais de 8 milhões de cópias em todo o mundo. Em fevereiro de 2001, Martin lançou um álbum espanhol de grande sucesso intitulado La Historia, que foi para o número um por cinco semanas no Billboard Top Latin Albums e estreou no número oitenta e três na Billboard 200. Ele também liderou na Suécia por três semanas. O álbum continha remanescentes de duas de suas primeiras músicas "Fuego Contra Fuego" e "El Amor de Mi Vida". Em novembro de 2001, um álbum de grandes sucessos de língua inglesa, The Best of Ricky Martin, foi lançado fora da América do Norte. Ele continha dois novos remixes de "Amor".

### 2003–2006:Almas del SilencioeLife

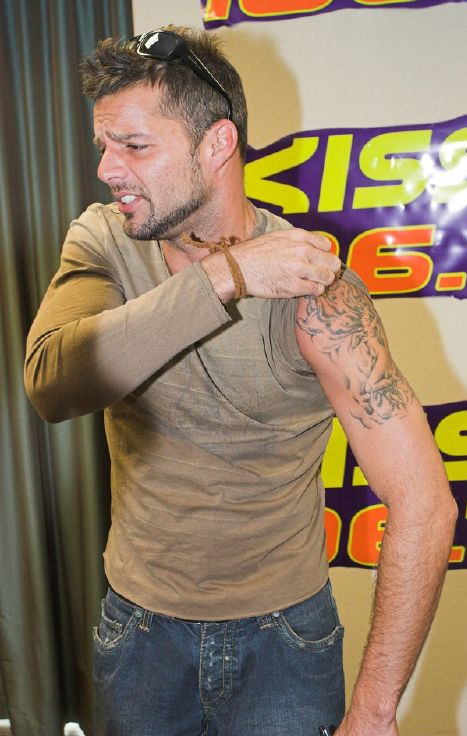
Ricky Martin em 2005.

Em maio de 2003, Martin lançou um novo álbum em espanhol Almas del Silencio. O primeiro single Tal Vez "estreou no número um no Hot Latin Songs e permaneceu lá por onze semanas tornando-se o melhor single latino do ano. Martin disse sobre o novo álbum: "Eu realmente precisava voltar ao foco, para o meu centro, para o início. Tinha a necessidade de pesquisar dentro, e realmente cavar profundamente, e encontrar aquelas emoções que, devido à adrenalina e à euforia que vivi há alguns anos, foram provavelmente sabotado".  Almas del Silencio estreou no número doze na Billboard 200 e alcançou o número um no Billboard Top Latin Albums onde ficou por seis semanas. O álbum vendeu mais de um milhão de cópias em todo o mundo. O próximo singles "Jaleo" e "Y Todo Queda en Nada" alcançou o número um na Hot Latin Songs. "Jaleo" também liderou o gráfico na Espanha por quatro semanas.
Em outubro de 2005, Martin lançou seu primeiro álbum de língua inglesa desde 2000. A maioria das músicas do álbum chamado "Life" foram coescritas por Martin. Ele comentou o álbum: "Eu estava realmente em contato com minhas emoções. Eu acho que este álbum é muito multi-camadas, assim como a vida é. Trata-se de sentir raiva. É sobre sentir alegria. Trata-se de sentir incerteza. Trata-se de sentir. E todas as minhas emoções fazem parte desta produção". O álbum estreou no número seis no Billboard 200. O primeiro single do álbum "I Don't Care" apresentou as aparições dos cantores Fat Joe e Amerie. A canção alcançou o número três nas Hot Dance Club Songs e o número sessenta e cinco no Billboard Hot 100. Outra música do álbum "It's Alright" foi regravado como um dueto com o cantor francês M. Pokora. Foi bem-sucedido nos países francófonos e alcançou o número quatro na França.
Pouco depois que Martin anunciou a sua turnê One Night Only with Ricky Martin, que começou na Cidade do México em 15 de novembro de 2005. Depois de terminar a primeira etapa, que incluiu a América Latina e os Estados Unidos, Martin realizou o fechamento das Olimpíadas de Inverno em Turim. Alguns dias depois, ele anunciou a segunda etapa de sua turnê mundial, que incluiu a Europa e a África. A segunda etapa começou em 21 de abril de 2006 em Manchester, no Reino Unido e terminou em 3 de junho de 2006 em Tel Aviv, em Israel.

### 2006–2007:MTV Unpluggede turnê mundial
Em 17 de agosto de 2006, Ricky Martin gravou seu show na MTV Unplugged em Miami. Estreou na MTV Latin America, MTV Tr3s e MTV Puerto Rico em outubro de 2006 e foi lançado em CD e DVD em novembro de 2006. O álbum foi um sucesso crítico e comercial. Ele estreou no número um na Billboard Top Latin Albums e no número trinta e oito na Billboard 200. No Latin Grammy Awards de 2008, sua participação na MTV Unplugged recebeu o Best Male Pop Vocal Album e Best Long Form Music Video. O primeiro single, "Tu Recuerdo", que apresentou La Mari de Chambao, alcançou o número um por três semanas no Hot Latin Songs. O próximo single, "Pégate" alcançou o número seis na Hot Dance Club Songs.
Em 19 de fevereiro de 2007, Martin começou sua turnê mundial Black and White Tour que começou com uma performance de José Miguel Agrelot em Porto Rico e concluiu com uma apresentação no Madison Square Garden, em Nova York, em 14 de outubro de 2007. Ele também gravou um dueto com Eros Ramazzotti, "Non siamo soli", que ficou no gráfico italiano por onze semanas consecutivas.

### 2007-2010: Intervalo de carreira
Depois de terminar sua turnê mundial, Martin tomou uma pausa na indústria da música e se concentrou em sua vida privada. Em novembro de 2007, a Sony BMG Norte lançou Ricky Martin Live: Black and White Tour em CD, DVD e Blu-ray Disc. Um ano depois, um álbum de grandes sucessos em língua espanhola foi lançado, intitulado 17. Foi um resumo de 17 anos de carreira musical de Martin, que incluiu principalmente músicas de língua espanhola.

### 2010–2013: Autobiografia,Música + Alma + SexoeEvita

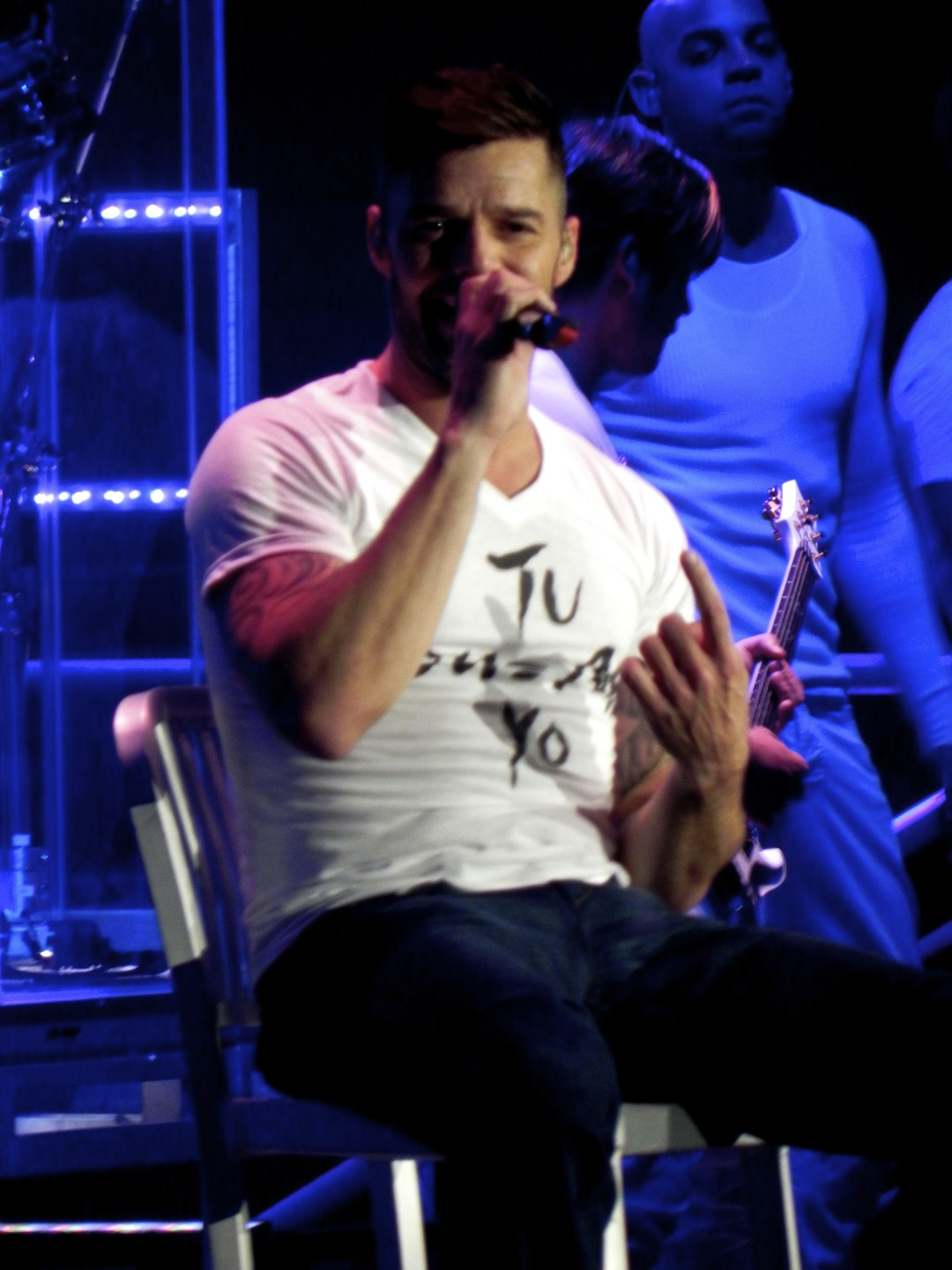
Martin performando em Chicago em 19 de abril de 2011.

A autobiografia de Ricky Martin, Me, foi publicada em 2 de novembro de 2010. O livro tornou-se parte da The New York Times Best Seller list, debutou na posição na lista Nonfiction Hardcover. Uma edição em espanhol intitulada "To" foi publicada simultaneamente. O single de Martin, "The Best Thing About Me Is You", com participação de Joss Stone, também estreou em 2 de novembro de 2010 e chegou ao número setenta e quatro no Billboard Hot 100. A versão em espanhol, "Lo Mejor de Mi Vida Eres Tú" encabeçou o Hot Latin Songs por duas semanas. Logo depois um novo álbum de estúdio foi lançado chamado ""Música + Alma + Sexo", com lançamento ocorrido no dia 31 de janeiro de 2011. O álbum estreou no número três na Billboard 200 e tornou-se o maior álbum de gráficos, principalmente espanhol nos Estados Unidos, depois de Dreaming of You  de Selena.  Música + Alma + Sexo  também representa a estréia de cartaira mais alta na Billboard 200 para gravadora Sony Music Latin. O segundo single do álbum, "Más" foi lançado em 5 de abril de 2011 e chegou ao número sete nas Hot Dance Club Songs. "Frío" apresentando Wisin & Yandel foi escolhido como o terceiro single.
17: Greatest Hits foi lançado em 11 de julho de 2011, exclusivamente no Reino Unido. Ricky Martin estava atuando Ché no relançamento da Broadway da peça Evita, programado para começar as visualizações na Broadway em março de 2012, antes de uma abertura em abril de 2012. Martín recebeu críticas mistas da crítica especializada. O cantor fez uma participação de um episódio como professor de espanhol na série de televisão Glee em 7 de fevereiro de 2012.

### 2014–presente:The Voice Mexicoe Mexican One World Tour
Em julho de 2014, Martin foi anunciado como treinador do The Voice México, juntamente com a cantora italiana Laura Pausini, a cantora pop mexicana Yuri e a cantora norteña Julión Álvarez  O primeiro episódio da quarta temporada foi exibido em 9 de setembro de 2014. Em 3 de outubro de 2014, Martin começou sua turnê mexicana Mexican One World Tour na Cidade do México, seguida de Guadalajara, Monterrey e Ensenada. Em novembro de 2014, ele foi o ato de encerramento da cerimônia de abertura dos 22º Jogos da América Central e do Caribe em 2014. Desde a estreia de Martin como treinador na The Voice Australia em 2013, ele continuou na 3ª temporada em 2014 ao lado de will.i.am, Kylie Minogue e Joel Madden . Ele voltou ao painel junto com Delta Goodrem, Benji Madden juntou-se com seu irmão Joel Madden e Jessie J em 2015.
No 2º semestre de 2015, Ricky foi um dos jurados do programa "La Banda", exibido na Univisión (canal dos EUA em espanhol, dedicado ao público latino). La Banda foi um talent show produzido por Ricky e Simon Cowell que buscava formar a mais nova boyband latina. Com Ricky, Laura Pausini e Alejandro Sanz como jurados, o programa revelou a boyband CNCO.
Martin lançou seu álbum A Quien Quiera Escuchar  em fevereiro de 2015. O álbum ganhou um Grammy em 2016 para o Best Latin Album, tornando-se o segundo Grammy de Martin até a data.
Foi anunciado em 24 de dezembro de 2015, o 44º aniversário de Martin, que ele não retornaria à The Voice Australia em 2016 e será substituído por Ronan Keating. No dia 22 de setembro de 2016, Martin lançou uma nova música "Vente Pa 'Ca" com o cantor colombiano, Maluma. A canção subiu rapidamente em gráficos de músicas. O vídeo tem mais 1 bilhão de visualizações no YouTube. Em novembro de 2016, Martin anunciou um show de residência de Las Vegas, "All In", que começou em 4 de abril de 2017.
Em abril de 2017, foi anunciado que Martín atuaria na segunda temporada de American Crime Story, sobre o assassinato do estilista Gianni Versace como Antonio D'Amico, namorado de Versace na época.

## Vida pessoal

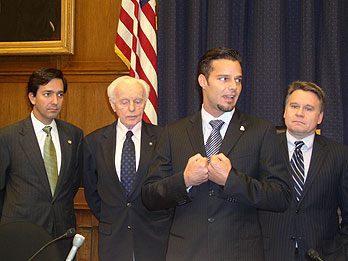
Ricky Martin (segundo da direita para a esquerda) se encontra com membros da Câmara dos Representantes dos Estados Unidos, incluindo Luis Fortuño (extrema esquerda), Tom Lantos (D-California) (segundo à esquerda) e Chris Smith (extrema direita)

Martin foi criado como católico, mas diz que está aberto a todos os tipos de crenças religiosas, especialmente a filosofia budista, embora ele não se identifique como um budista.  Ele acha que assinando uma religião específica pode "limitar" um indivíduo em determinado aspectos, e observou em 2006: "Eu realmente gosto da filosofia budista, mas isso não quer dizer que eu sou da religião. Se eu assinar o Budismo, que não pode ser de outra coisa ... Eu não vou seguir essas regras". Martin começou a praticar Kriya ioga depois de uma viagem à Tailândia, em 1997.
Ele gosta de surf, paraquedismo, e férias em países do sul da Ásia, incluindo Índia e Nepal.  Martin é conhecido como "Kiki" por amigos íntimos.
Em novembro de 2011, adquiriu a nacionalidade espanhola em reconhecimento de seus talentos artísticos e por ter raízes no país — a avó de Martin é espanhola e ele é dono de uma residência em Madrid. Numa declaração pública Martin declarou explicitamente que não abandonou a identidade porto-riquenha: "Nasci em Porto Rico, eu sou um porto-riquenho e Porto Rico é o meu país. Fiz o pedido de cidadania espanhola há algum tempo, estava apenas esperando por uma resposta. Espanha é um país com o qual eu compartilho muitas lembranças e fortes laços e o amor que me deram desde que visitei pela primeira vez".
Em março de 2010, o cantor revelou em sua página na Internet ser homossexual e, em janeiro de 2018, anunciou que se casou com o namorado, o pintor sírio de nacionalidade sueca Jwan Yosef, com quem mantinha uma relação desde 2016. Divorciou-se em 2023.
Martin tem quatro filhos.

## Fundação Ricky Martin
Missão e Visão - A Fundação Ricky Martin (Ricky Martin Foundation - RMF) defende o bem-estar de crianças em todo o mundo em áreas críticas, como educação, saúde e justiça social. O programa principal da RMF, o People for Children, condena a exploração infantil como resultado de tráfico de seres humanos. O objetivo principal da RMF é fornecer as crianças um mundo mais seguro através da criação de campanhas de sensibilização, programas comunitários, investigações, participando de fóruns globais, e apoiando instalações operacionais que promovem a nossa missão.
O Desafio & Estratégia - A Fundação Ricky Martin foi fundada numa época em que as crianças de todo o mundo enfrentavam situações que os deixam vulneráveis ao tráfico de seres humanos. O trabalho infantil, a exploração sexual e laboral, prostituição, pornografia, tráfico de drogas e a escravidão moderna são algumas das manifestações mais comoventes deste crime, o que prenuncia uma crise de epidemia. O direito de ser apenas uma criança está sob a ameaça constante de extinção em muitas partes do mundo. Forças sociais e econômicas além de seu controle estão colocando em risco a sua dignidade. Estas são as perdas trágicas. Eles representam uma perda de possibilidades. Eles representam uma perda da inocência, da alegria e do riso. Eles representam um futuro encerrado.
Uma vez que são livres dessas situações terríveis, para superar suas repercussões, as crianças devem desenvolver resiliência e autoestima. Eles devem desenvolver o tipo de otimismo que está por trás de todo o sucesso. Os adultos devem desempenhar um papel vital neste processo. Pergunte a qualquer criança que superou a adversidade e normalmente você vai descobrir a história de um adulto ou colega que os inspirou, um mentor que os convenceu de que tudo é possível com perseverança. Fazer isso se tornou o nosso mandato, a nossa lei. Buscamos curar e nutrir. Também procuramos inspirar e capacitar. Nós ajudamos aqueles que já foram vítimas e também tentamos evitar mais vitimização.
Sabemos que a nossa luta para impedir este crime hediondo, é uma das questões mais difíceis enfrentadas pela sociedade de hoje: muito triste e esmagadora para ser compreendido por muitos. m todo o mundo muitas autoridades não têm capacidade para lutar contra as forças poderosas que geram esses crimes. Sem um esforço concertado, com os recursos necessários, a exploração vai continuar a levar a nossa inocência.
"Meu sonho agora é ver o dia da abolição da escravidão moderna e do tráfico humano." - Ricky Martin

O Centro TAU - Loiza - O Centro de Prevenção e Desenvolvimento da Criança (Centro Tau) em Loíza, Porto Rico, é novo projeto carro-chefe da RMF, que será como um porto seguro para essas crianças em risco. Ele vai procurar transformar as vidas dessas crianças através de intervenções baseadas em evidências. Modelos educacionais alternativos serão usadas para promover um ambiente de amor que atenda às necessidades intelectuais, sociais, emocionais e muito particulares de cada criança. O Centro vai permitir que crianças e jovens em risco recebam uma alternativa emocional e educacional que vai maximizar o seu potencial como seres humanos dignos e orgulhosos de sua cultura e patrimônio. Mais importante ainda, o seu direito de serem crianças serão salvaguardados. Centro foi inaugurado em agosto de 2014.
Para mais informações: http://rickymartinfoundation.org/

## Discografia
Álbuns de estúdio
- Ricky Martin (1991)
- Me Amaras (1993)
- A Medio Vivir (1995)
- Vuelve (1998)
- Ricky Martin (1999)
- Sound Loaded (2000)
- Almas del Silencio (2003)
- Life (2005)
- Música + Alma + Sexo (2011)
- A Quien Quiera Escuchar (2015)

## Filmografia

### Cinema
| Ano  | Título                             | Papel                   |
| ---- | ---------------------------------- | ----------------------- |
| 1992 | Más que alcanzar una estrella      | Enrique                 |
| 1999 | Idle Hands                         | Homem no estacionamento |
| 2020 | Jingle Jangle: A Christmas Journey | Don Juan Diego          |

### Televisão
| Ano       | Título                                                    | Papel               | Notas                           |
| --------- | --------------------------------------------------------- | ------------------- | ------------------------------- |
| 1985      | The Love Boat                                             | Ele mesmo           | 2 episódios                     |
| 1987      | Por siempre amigos                                        | Ricky               | 19 episódios                    |
| 1991      | Alcanzar una estrella II                                  | Pablo Loredo Muriel | 100 episódios                   |
| 1993      | Getting By                                                | Martin              | 2 episódios                     |
| 1994-1995 | General Hospital                                          | Miguel Morez        | 18 episódios                    |
| 1998      | Médico de familia                                         | Ele mesmo           | Episódio: "Un asunto de dos"    |
| 2003      | Phua Chu Kang                                             | Ele mesmo           | Episódio: "Livin La Vida Rosie" |
| 2006      | Sos mi vida                                               | Ele mesmo           | Episódio: "Capítulo 219"        |
| 2012      | Glee                                                      | David Martinez      | Episódio: "The Spanish Teacher" |
| 2018      | The Assassination of Gianni Versace: American Crime Story | Antonio D’Amico     | 5 episódios                     |
| 2024      | Palm Royale                                               | Robert              | 10 episódios                    |

## Prêmios e indicações

### Grammy Latino
| Ano  | Categoria                                 | Indicação           | Resultado |
| ---- | ----------------------------------------- | ------------------- | --------- |
| 2000 | Gravação do Ano                           | Livin' la Vida Loca | Indicado  |
| 2000 | Melhor Performance Vocal de Pop Masculina | Bella               | Indicado  |

- 2 Grammy Awards
- 4 Latin Grammy Awards
- 8 World Music Awards
- 1 World Music Awards Latin Legend
- 2 MTV Video Music Awards
- 4 MTV Video Music Awards Latinoamérica
- 4 MTV  Awards (Europe, Asia, North Latin, South Latin)
- 2 ALMA Awards
- 4 Billboard Latin Music Awards
- 2 Billboard Music Awards
- 2 American Music Awards
- 1 People's Choice Awards
- 1 American Latino Media Arts Awards
- 2 American Music Awards
- 3 Blockbuster Entertainment Awards
- 1 BMI Latin Awards
- 1 GLAAD Media Awards - Vito Russo Award
- 7 Premio Lo Nuestro
- 1 Premio Lo Nuestro Ícone Mundial
- 1 Radio Music Awards
- 1 Teen Choice Award
- 1 Walk of Fame -  Star on the Walk of Fame category Recording
- 1 China Music Awards - The Most Influential International Artist
- 3 VEVO Certifieds

## Vevo Certified
Com o vídeo La Mordidita, Ricky Martin conseguiu o seu primeiro Vevo Certified. O feito deu-se em 2015 e o vídeo tem aproximadamente 136 milhões de exibições segundo o contador de visualizações do próprio vídeo, porém, segundo o Insights de Artistas do Youtube, que considera o mesmo vídeo visualizado em outras contas do site, o clipe já passa de 165 milhões de exibições.